# Yang Hui-seung
Yang Hui-seung (양희승?; Gwangju, 1º marzo 1974) è un ex cestista sudcoreano.

## Carriera
Ha giocato in Korean Basketball League con i Changwon LG Sakers, gli Jeonju KCC Egis, gli Anyang KGC e i Busan KT Sonicboom, terminando la carriera nel 2009.
Con la Corea del Sud ha giocato le Olimpiadi del 1996, scendendo in campo in 4 occasioni e mettendo a referto 26 punti complessivi.